# Говарды
Говарды, Ховарды или Хоуарды (англ. Howard) — английский знатный род предположительно англосаксонского происхождения, многие представители которого входили в состав высшей английской знати. Представители этого рода носили ряд титулов, которые входили в состав английского пэрства. Наиболее значительные из них: граф и герцог Норфолк, граф Суррей, граф Арундел, граф Саффолк, граф Ноттингем, граф Карлайл, граф Беркшир, граф Эффингем.

## История
Родоначальником Говардов семейная традиция выводит Хереварда Уэйка — лидера англосаксонского сопротивления нормандскому завоеванию Англии в 1066—1070 годах.
Ранняя генеалогия Говардов достаточно противоречивая. Они происходят из Лестершира. Первым достоверно известным представителем рода является сэр Уильям Говард из Уигенхолла (ум. 1308), который был главным судьёй и в 1295 году был членом палаты общин. Его сын, сэр Джон Говард I из Уигенхолла (ум. 1331), был шерифом Норфолка и Саффолка. Он женился на Джоанне, дочери Ричарда Корнуольского, незаконнорождённого сына римского короля Ричарда Корнуольского.
К середине XIV века Говарды занимали достаточно важное региональное положение в Восточной Англии. Их владения, накопленные благодаря удачным бракам и покупкам, включали 5 поместий около Бишоп-Линна. Важную роль в возвышении рода сыграл Джон Говард (умер в 1437). Благодаря первому браку ему достались поместья Плейзов в Тофте, Уитинге и Наптоне в Норфлоке, а также маноры за пределами Восточной Англии: Бенефилд Бери в Стансед-Маунтфишет, Окли, и Моз (в Эссексе), Челсворт (в Сассексе) и Фаулмер (в Кембриджшире). Ежегодный доход от этих поместий составлял 117 фунтов, контроль над ними Джон сохранил и после того, как Маргарет, первая жена Джона, умерла в 1391 году. Второй брак также принёс ему дополнительные поместья, располагавшиеся на границе Эссекса и Саффолка; самым заметным из них было Сток-Нейленд. Благодаря приобретённым владениям Джон мог избираться в палату общин английского парламента от трёх графств; кроме того, в 1404 году он был одним из немногих английских землевладельцев, чистый ежегодный доход которых превышал 500 фунтов. Его владения располагались в трёх графствах, благодаря чему он мог избираться в палату общин английского парламента от любого из них.
Джон удачно женил своих детей и внучку; брак второго сына Роберта Говарда из Стоук-Нейланда на Маргарет Моубрей, старшей дочери Томаса Моубрея, 1-го герцога Норфолк, привёл к тому, что его сын Джон Говард, унаследовал часть владений Моубреев и Арунделов. Он верно служил королю Эдуарду IV и содействовал восхождению на английский престол Ричарда III в 1483 году, в том же году получил вакантный после угасания рода Моубреев титул герцога Норфолка (28 июня, в честь двухсотой годовщины баронства Моубрей, которому он был старший сонаследник) и наследственную должность графа-маршала Англии. Однако завещанные внучке, вышедшей замуж за графа Оксфорда, родовые владения Говардом стали предметом ожесточённой вражды между графом Оксфордом и лордом Говардом за наследство Джона Говарда после его смерти, что во многом повлияло на их позицию в войне Алой и Белой розы.
Джон Говард, 1-й герцог Норфолк, погиб в битве при Босуорте в 1485 году. Новый король Генрих VII объявил всех, кто участвовал в битве, изменниками, на основании чего владения и титулы Говардов были конфискованы. Томас Говард, сын 1-го герцога, получивший в 1483 году титул графа Суррея, в той же битве при Босуорте попал в плен и пробыл в заключении 3 года. Ему было разрешено сохранить титул графа Суррея. Только после смерти Генриха VII его наследник Генрих VIII в 1513 году возвратил Томасу Говарду титул герцога Норфолка.
Дочь Томаса Говарда Элизабет была матерью Анны Болейн, второй жены короля Генриха VIII, а дочерью Эдмунда Говарда, одного из сыновей 2-го герцога, была Екатерина, пятая жена Генриха VIII. Старший сын и наследник 2-го герцога — Томас Говард, 3-й герцог Норфолк, был рьяным католиком. Он был заметной фигурой при королевском дворе, но после казни его племянницы Екатерины Говард позиции его пошатнулись. Его сын Генри Говард, граф Суррей, был лидером католической партии и в 1547 году был казнён. Старого герцога, его отца, от казни спасла только смерть Генриха VIII, он провёл в тюрьме 6 лет и получил свободу только после воцарения Марии I Тюдор.
После смерти 3-го герцога ему наследовал внук Томас Говард, 4-й герцог Норфолк. Хотя он после коронации Елизаветы I и перешёл в протестантство, но три его жены были католички. После смерти третьей жены Томас планировал жениться на Марии Стюарт, которая находилась в заключении в Англии, и возвести её на шотландский престол, однако королева Елизавета его планы не одобрила. А после того, как герцог Норфолк организовал два заговора против королевы, он был обвинён в измене и казнён в 1572 году. Титул герцога Норфолка был конфискован, однако его потомки унаследовали титул графа Арундела. Позже они получили титул графа Норфолка, а в 1660 году был возрождён и титул герцога Норфолка.
Говарды в отличие от многих других английских родов продолжают придерживаться католичества и по сей день. Род сильно разветвился, и представители разных ветвей в настоящее время являются пэрами Англии.

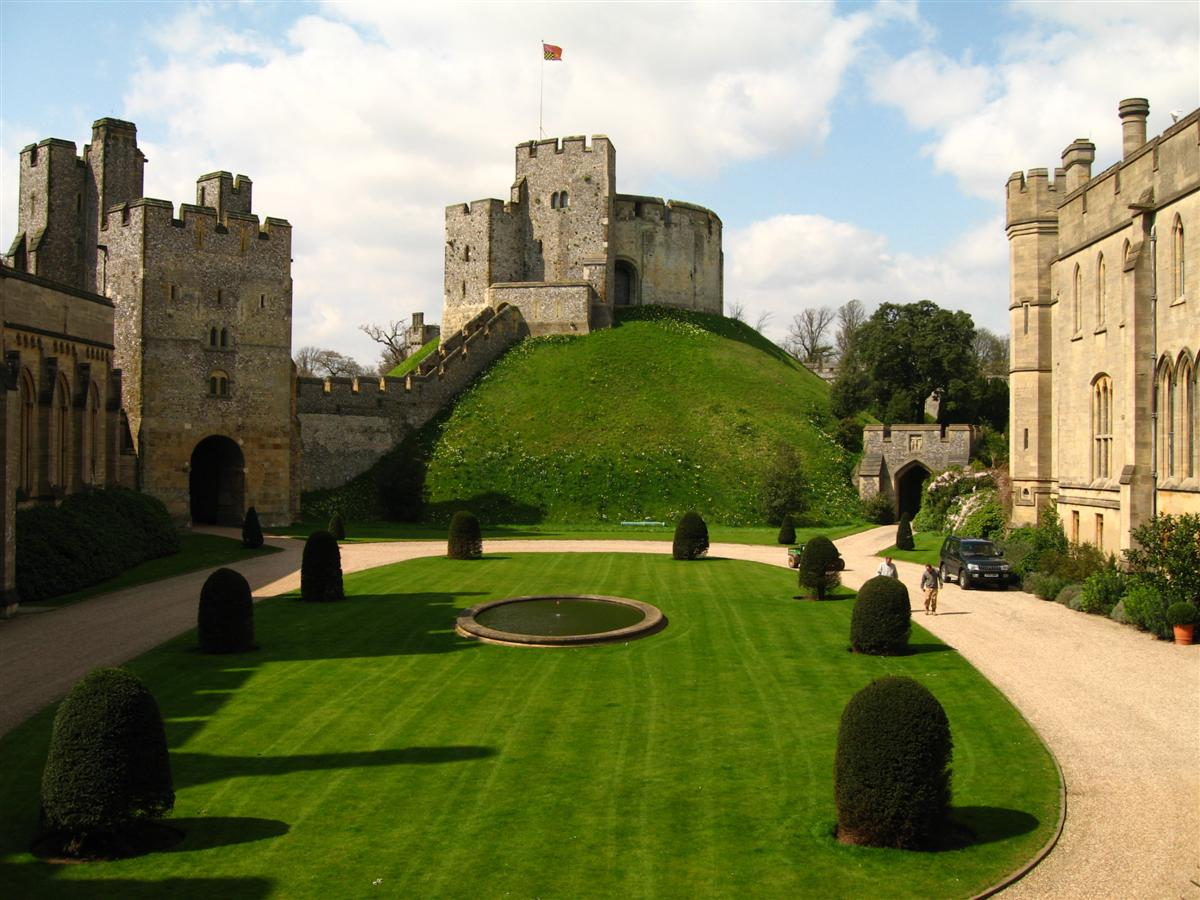
Замок Арундел — основная резиденция герцога Норфолка

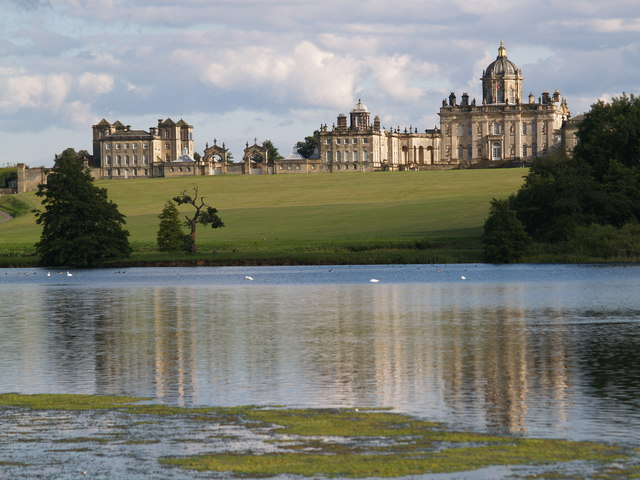
Замок Говард принадлежит младшей ветви рода Говардов

В настоящее время существуют следующие основные ветви рода (в порядке генеалогического старшинства):
- Фицаланы-Говарды — потомки Филиппа Говарда, 20-го графа Арундела, старшего сына Томаса Говарда, 4-го герцога Норфолка. Ей принадлежат титулы графа и герцога Норфолка, графа Арундела и графа Суррея, также они занимают наследственную должность графа-маршала Англии;
- ветвь Говардов из Пенрита — потомки младшего брата 12-го герцога Норфолка. Они носят титул баронов Говард из Пенрита;
- ветвь Говардов из Саффолка — потомки Томаса Говарда, 1-го графа Саффолка, 2-го сына Томаса Говарда, 4-го герцога Норфолка. Они носят титулы графов Саффолк и Беркшир;
- ветвь Говардов из Карлайла — потомки лорда Уильяма Говарда, 3-го сына 4-го герцога Норфолка. Они носят титул графов Карлайл;
- ветвь Говардов из Эффингема — потомки Уильяма Говарда, 1-го барона Говард из Эффингема, 4-го сына Генри Говарда, 3-го герцога Норфолка. Они носят титул графов Эффингем.

Существовали также ветви:
- Стаффорды-Говарды — потомки Уильяма Говарда, сына Томаса Говарда, 21-го графа Арундела. Носили титулы барона и графа Стаффорда. Ветвь угасла в 1762 году.

## Генеалогия

### Происхождение Говардов
Достоверность первых поколений генеалогии Говардов в XI—XIII веках слабая, более-менее достоверна она становится с конца XIII века.
Херевард Уэйк (умер после 1070)
- Херевард
  - Херевард (2-я половина XII века); жена: Вильбурга
    - Роберт Говард из Уигенхолла
      - Джон Говард из Уигенхолла; жена: Люси Жермун
        - сэр Уильям Говард (умер в 1308), судья суда общих тяжб, член палаты общин английского парламента в 1295; 1-я жена: Элис Фиттон, дочь сэра Эдварда Фиттона; 2-я жена: Элис Уффорд, дочь сэра Роберта Уффорда
          - (от 1-го брака) сэр Джон Говард I (умер в 1331), шериф Норфолка и Саффолка; жена: Джоанна, дочь Ричарда Корнуольского, незаконнорождённого сына римского короля Ричарда Корнуольского
            - сэр Джон Говард II (умер после 1388), шериф Норфолка, адмирал; жена: Анна де Бойс, дочь или сестра сэра Роберта де Бойса из Ферсфилда
              - сэр Роберт Говард из Стоук Нейланда (умер в 1389); 1-я жена: Маргарет Скейлз, дочь Роберта, 3-го барона Скейлза, и Екатерины Уффорд; 2-я жена: Элис Тендринг, дочь сэра Уильяма Тендринга и Кэтрин Майлд
                - (от 1-го брака) сэр Джон Говард II из Уигенхолла (умер 24 апреля 1438), шериф Эссекса и Хертфорда; 1-я жена: Маргарет Плайз (около 1367 — август 1391), 6-я баронесса Плайз с 1389, дочь сэра Джона Плайза, 5-го барона Плайза, и Джоан де Степлто; 2-я жена: NN
                  - (от 1-го брака) сэр Джон Говард из Уигенхолла (около 1374—1409), 7-й барон Плайз с 1391; жена: до мая 1406 Джоан Уолтон (умерла в 1424), дочь сэра Джона Уолтона из Уивенхоу
                    - Элизабет Говард (около 1409/1410 — после 25 декабря 1475); муж: с 22 мая/31 августа 1425 Джон де Вер (23 апреля 1408 — 26 февраля 1462), 12-й граф Оксфорд с 1417

                  - (от 2-го брака) сэр Роберт Говард из Стоук Нейланда (около 1384/1385 — 1436); жена: с 1417 Маргарет Моубрей (около 1388 — после 1437), дочь Томаса Моубрея, 1-го герцога Норфолк, и Элизабет Фицалан
                    - Джон Говард (1428 — 22 августа 1485), 1-й барон Говард с 1470, 1-й герцог Норфолк, 12-й барон Моубрей и 13-й барон Сегрейв с 1483; 1-я жена: с ок. 1442/1443 Кэтрин де Молейнс (ок. 1429 — 3 ноября 1465), дочь сэра Уильяма де Молейнс и Анны Валесборо; 2-я жена: ранее 22 января 1467 Маргарет Чендуорт (ум. 1494), дочь сэра сэра Джона Чендуорта, вдова Николаса Уайфорда и Джона Норрейса из Брея
                      - Герцоги Норфолк

                    - Маргарет Говард; муж: Томас Дэниэл (ум. 1452), барон Рэтвайр
                    - Екатерина Говард; муж: сэр Эдвард Невилл (ум. 18 октября 1476), 1-й барон Абергавенни

                  - (от 2-го брака) Генри Говард из Терингхемптона; жена: Мэри Хассей, дочь сэра Генри Хассея
                    - Элизабет Говард; муж: Генри Уэнтуорд из Кодхема (ум. 22 марта 1482)

                - (от 1-го брака) Маргарет Говард; 1-й муж: Константин де Клифтон (около 1372—1395), 2-й барон Клифтон; 2-й муж: ранее 1397 сэр Джордж Толбот (умер в феврале 1399)

          - (от 1-го брака) Уильям Говард

### Говарды из Норфолка
Джон Говард (1428 — 22 августа 1485), 1-й барон Говард с 1470, 1-й герцог Норфолк, 12-й барон Моубрей и 13-й барон Сегрейв с 1483; 1-я жена: с ок. 1442/1443 Кэтрин де Молейнс (ок. 1429 — 3 ноября 1465), дочь сэра Уильяма де Молейнс и Анны Валесборо; 2-я жена: ранее 22 января 1467 Маргарет Чендуорт (ум. 1494), дочь сэра сэра Джона Чендуорта, вдова Николаса Уайфорда и Джона Норрейса из Брея
- (от 1-го брака) Томас Говард (1443 — 21 мая 1524), 2-й барон Говард, 1-й граф Суррей в 1483—1514, граф Маршал с 1509, 2-й герцог Норфолк с 1514; 1-я жена: с 30 апреля 1472 Элизабет Тилни (ум. 4 апреля 1497), дочери сэра Фредерика Тилни из Эшуэлторпа и Элизабет Ченей из Диттона, вдова сэра Хэмфри Буршье; 2-я жена: с 8 ноября 1497 (папское разрешение 17 августа 1497) Агнес Тилни (ум. 1545), дочь Хью Тилни из Скирбека и Элеанор Тейлбойс
  - (от 1-го брака) Томас Говард (1473 — 25 августа 1554), 2-й граф Суррей с 1514, 3-й герцог Норфолк и 3-й барон Говард с 1524, граф Маршал с 1533; 1-я жена: с 4 февраля 1494 Анна Йоркская (2 ноября 1475 — 23 ноября 1511), дочь короля Англии Эдуарда IV и Елизаветы Вудвилл; 2-я жена: с 8 января 1513 (развод 1533) Элизабет Стаффорд (ок. 1497 — 30 ноября 1558), дочь Эдварда Стаффорда, 3-го герцога Бекингема, и Элеаноры Перси
    - (от 1-го брака) Томас Говард (ок. 1496—1508)
    - (от 1-го брака) Генри Говард (ум. ребёнком)
    - (от 1-го брака) Уильям Говард (ум. ребёнком)
    - (от 1-го брака) сын (ум. ребёнком)
    - (от 2-го брака) Мэри Говард (ум. 9 декабря 1557); муж: после 26 ноября 1533 Генри Фицрой (15 июня 1519 — 22 июля 1536), 1-й герцог Ричмонд и 1-й герцог Сомерсет с 1525
    - (от 2-го брака) Генри Говард (1517 — 19 января 1547), граф Суррей; жена: до апреля 1532 (контракт 13 февраля 1532) Френсис де Вер (ок. 1516/1517 — 30 июня 1577), дочь Джона де Вера, 15-го графа Оксфорда, и Элизабет Трусселл. Вторым браком вышла замуж за Томаса Стейнингса
      - Томас Говард (10 марта 1537 — 2 июня 1572), 4-й герцог Норфолк, 3-й граф Суррей и 4-й барон Говард с 1554; 1-я жена: с 30 марта 1555 Мэри Фицалан (ум. 25 августа 1557), дочь Генри Фицалана, 19-го графа Арундела, и Кэтрин Грей; 2-я жена: с 1558 Маргарет Одли (ум. 1563), дочь Томаса Одли, 1-го барона Одли из Уолтона, и Элизабет Грей, вдова лорда Генри Дадли; 3-я жена: с 29 января 1566 Элизабет Лейбёрн (ум. 4 сентября 1567), дочь сэра Джеймса Лейбёрна, вдова Томаса Дакра, 4-го барона Дакра из Гисланда
        - (от 1-го брака) Филипп Говард (28 июня 1557 — 19 октября 1595), 20-й граф Арундел с 1580; жена: с 1571 Анна Дакр (21 марта 1557 — 19 апреля 1630), дочь Томаса Дакра, 4-го барона Дакра из Гисланда, и Элизабет Лейбёрн
          - Фицаланы-Говарды

        - (от 2-го брака) Томас Говард (24 августа 1561 — 28 мая 1626), 1-й барон Говард из Уолдена с 1597, 1-й граф Саффолк с 1603; 1-я жена: ранее 9 мая 1577 Мэри Дакр (4 июля 1563 — 7 апреля 1578), дочь Томаса Дакра, 4-го барона Дакра из Гисланда, и Элизабет Лейбёрн
          - Ветвь Говардов из Саффолка

        - (от 2-го брака) Уильям Говард (19 декабря 1563 — 7 октября 1640); жена: с 28 октября 1577 Элизабет Дакр (ум. 12 ноября 1564), дочь Томаса Дакра, 4-го барона Дакра из Гисланда, и Элизабет Лейбёрн
          - Ветвь Говардов из Карлайла

        - (от 2-го брака) Маргарет Говард (после 1558 — 4 сентября 1591); муж: с ок. 4 февраля 1479 Роберт Сэквилл (1561 — 25 февраля 1609), 2-й граф Дорсет с 1608
        - (от 2-го брака) Генри Говард (ум. ребёнком)
        - (от 2-го брака) Элизабет Говард

      - Генри Говард (24 февраля 1540 — 15 июня 1614), 1-й граф Нортгемптон с 1603
      - Джейн Говард (ум. ок. июня 1593); муж: Чарльз Невилл (1542/1543 — 16 ноября 1601), 6-й граф Уэстморленд и 9-й барон Невилл из Рэби с 1564
      - Кэтрин Говард (ок. 1538 — 7 апреля 1596); муж: с 1554 Генри Беркли (26 ноября 1534 — 26 ноября 1613), 7-й барон Беркли с 1534
      - Маргарет Говард (30 января 1543 — 17 марта 1591); муж: ранее 10 сентября 1565 Генри Скруп (ок. 1535 — 13 июня 1592), 9-й барон Скруп из Болтона с 1549

    - (от 2-го брака) Томас Говард (ок. 1520—1582), 1-й виконт Говард из Биндона с 1559; 1-я жена: Элизабет Марни (ок. 1517 — ?), дочь Джона Марни, 2-го барона Марни, и Кристианы Ньюбург; 2-я жена: после 1565 Гертруда Лайт, дочь Уильяма Лайта из Лиллесдона и Дороти Келлоэй; 3-я жена: с 7 июня 1576 Мабель Бёртон, дочь Николаса Бёртона из Карлсхелтона
      - (от 1-го брака) Генри Говард (1542 — 16 января 1590), 2-й виконт Говард из Биндона с 1582; жена: Фрэнсис Меотис, дочь Питера Меотиса из Вестхема
      - (от 1-го брака) Томас Говард (ум. 1 март 1611), 3-й виконт Говард из Биндона с 1590; жена: до 10 января 1580 Грейс Даффельд (ум. до 1596), дочь Бернарда Даффельда
      - (от 1-го брака) Фрэнсис Говард
      - (от 1-го брака) Жиль Говард
      - (от 1-го брака) Грейс Говард; муж: сэр Джон Хорсли из Клиффа
      - (от 2-го брака) Чарльз Лайт-Говард; жена: Роберта Уэбб, дочь Уильяма Уэбба
        - Кэтрин Лайт-Говард; муж: сэр Томас Тинн из Лонглита
        - Элизабет Лайт-Говард; муж: сэр Джеймс Мюррей
        - Энн Лайт-Говард; муж: сэр Уильям Торнхёрст из Экинкура

      - (от 3-го брака) Френсис Говард (27 июля 1578 — 8 октября 1639); 1-й муж: Генри Пренелл (ум. 1600) 2-й муж: с 27 мая 1601 Эдуард Сеймур (22 мая 1539 — 6 апреля 1621), 1-й граф Хартфорд и 1-й барон Бошамп из Хатча с 1559; 3-й муж: с 16 июня 1621 Людовик Стюарт (29 сентября 1574 — 16 февраля 1624), 2-й граф и 2-й герцог Леннокс с 1583, 1-й граф Ричмонд и 1-й барон Сеттрингтон с 1613, 1-й герцог Ричмонд и 1-й граф Ньюкасл-апон-Тайн с 1623

  - (от 1-го брака) сэр Эдвард Говард (1476/77 — 25 апреля 1513), адмирал; 1-я жена: Элизабет Степлтон (ум. 1505), дочь Миля Степлтона, вдова сэра Уильяма Колтропа и сэра Джона Фортескью; 2-й муж: ранее января 1506 Элис Лоуэл (ок. 1465/1467 — 23 декабря 1518), 9-я баронесса Морли
  - (от 1-го брака) лорд Эдмунд Говард (ок. 1478/1480 — 19 марта 1539); 1-я жена: Джойс Калпепер, дочь сэра Ричарда Калпепера, вдова Ральфа Лэя; 2-я жена: Дороти Тройе (ум. 1530), дочь Томаса Тройе; 3-я жена: Маргарет Мюнди, дочь сэра Джона Мюнди, вдова Уильяма Уведейла
    - (от 1-го брака) Генри Говард, оруженосец
    - (от 1-го брака) сэр Чарльз Говард, придворный
    - (от 1-го брака) сэр Джордж Говард (ок. 1519—1580), придворный
    - (от 1-го брака) Маргарет Говард; муж: сэр Томас Арундел (ум. 26 февраля 1552)
    - (от 1-го брака) Екатерина Говард (ок. 1525 — 13 февраля 1542); муж: с 28 июля 1540 Генрих VIII (28 июня 1491 — 28 января 1547), король Англии с 1509
    - (от 1-го брака) Мэри Говард; муж: сэр Эдмонд Траффорд (3 июня 1526—1590)
    - (от 1-го брака) Джойс Говард
    - (от 1-го брака) Изабелла Говард; муж: Генри Бойнтон из Броумхэма

  - (от 1-го брака) Элизабет Говард (ок. 1480/86 — 3 апреля 1538); муж: с ок. 1500 Томас Болейн (ок. 1477 — 12 марта 1539), виконт Рошфор с 1525, 1-й граф Ормонд с 1527, 1-й граф Уилтшир с 1529
    - Анна Болейн; муж: Генрих VIII, король Англии

  - (от 1-го брака) Мюриэл (Марселла) Говард (1486—1512/15); 1-й муж: Джон Грей (апрель 1480 — 9 сентября 1504), 2-й виконт Лайл с 1492; 2-й муж: ранее 9 июля 1506 сэр Томас Найветт (ум. август 1512)
  - (от 1-го брака) Генри Говард (ок. 1480—1501/13)
  - (от 1-го брака) Ричард Говард (ок. 1487 — 27 марта 1517)
  - (от 1-го брака) сэр Джон Говард (ок. 1482 — 23 марта 1503)
  - (от 1-го брака) Чарльз Говард (примерно 1483 — 3 мая 1512)
  - (от 2-го брака) Уильям Говард, 1-й барон Говард из Эффингема (примерно 1509/1510 — 11/12 января 1573), 1-й барон Говард из Эффингема с 1554; 1-я жена: до 18 июня 1531 Кэтрин Броутон (умерла 23 апреля 1535), дочь Джона Броутона из Тоддингтона и Анны Сэпкоут; 2-я жена: Маргаре Геймейдж (ум. 18 мая 1581), дочь сэра Томаса Геймейджа из Койфи и Маргарет Сент-Джон из Блетсоу
    - Говарды из Эффингема

  - (от 2-го брака) лорд Томас Говард (1511 — 31 октября 1537)
  - (от 2-го брака) Ричард Говард (умер в 1517)
  - (от 2-го брака) Дороти Говард; муж: после 21 февраля 1530 Эдвард Стэнли (10 мая 1509 — 24 октября 1572), 3-й граф Дерби, 4-й барон Стэнли, 11-й барон Стрендж из Нокина и 7-й барон Могун с 1521
  - (от 2-го брака) Анна Говард (умерла до 22 февраля 1559); муж: с 16 ноября 1511 Джон де Вер (14 августа 1499 — 14 июля 1526), 14-й граф Оксфорд с 1513
  - (от 2-го брака) Кэтрин Говард (умерла примерно в мае 1554); 1-й муж: ранее 1522 Рис ап Гриффит (ок. 1508—1531); 2-й муж: Генри Добни (декабрь 1493 — 12 апреля 1548), 2-й барон Добни с 1508, 1-й граф Бриджуотер с 1538
  - (от 2-го брака) Элизабет Говард (умерла 18 сентября 1537); муж: Генри Рэдклифф (около 1506 — 17 февраля 1557), 2-й граф Сассекс и 11-й барон Фицуолтер с 1542

- (от 1-го брака) Энн Говард; муж: сэр Эдмунд Джордж из Рексхолла
- (от 1-го брака) Изабель Говард; муж: сэр Роберт Мортимер
- (от 1-го брака) Джоан Говард (умерла в 1508); муж: с 1481 сэр Джон Тимперлей из Хинтлшема (около 1446/1451 — 1510)
- (от 1-го брака) Маргарет Говард; муж: сэр Джон Уиндхем из Кроунторпа (ум. 1503)
- (от 1-го брака) Николас Говард
- (от 2-го брака) Кэтрин Говард (умерла 12 марта 1536); муж: Джон Буршье (около 1466/1467 — 19 марта 1533), 2-й барон Бернерс